# Volksabstimmungen in der Schweiz 2017
Dieser Artikel bietet eine Übersicht der Volksabstimmungen in der Schweiz im Jahr 2017.
In der Schweiz fanden 2017 auf Bundesebene sieben Volksabstimmungen statt, im Rahmen dreier Urnengänge am 12. Februar, 21. Mai und 24. September. Dabei handelte es sich um drei obligatorische Referenden, drei fakultative Referenden und einen Gegenentwurf zu einer zurückgezogenen Volksinitiative.

## Abstimmungen am 12. Februar 2017

### Ergebnisse
| Nr. | Vorlage | Art | Stimm- berechtigte | Abgegebene Stimmen | Beteiligung | Gültige Stimmen | Ja        | Nein      | Ja-Anteil | Nein-Anteil | Stände | Ergebnis |
| --- | --- | --- | ------------------ | ------------------ | ----------- | --------------- | --------- | --------- | --------- | ----------- | ------ | -------- |
| 609 | Bundesbeschluss vom 30. September 2016 über die erleichterte Einbürgerung von Personen der dritten Ausländergeneration                                                  | OR  | 5'344'186          | 2'503'450          | 46,84 %     | 2'482'471       | 1'499'627 | 0'982'844 | 60,41 %   | 39,59 %     | 17:6   | ja       |
| 610 | Bundesbeschluss vom 30. September 2016 über die Schaffung eines Fonds für die Nationalstrassen und den Agglomerationsverkehr                                            | OR  | 5'344'186          | 2'491'320          | 46,62 %     | 2'427'529       | 1'503'746 | 0'923'783 | 61,95 %   | 38,05 %     | 23:0   | ja       |
| 611 | Bundesgesetz vom 17. Juni 2016 über steuerliche Massnahmen zur Stärkung der Wettbewerbsfähigkeit des Unternehmensstandorts Schweiz (Unternehmenssteuerreformgesetz III) | FR  | 5'344'186          | 2'490'785          | 46,61 %     | 2'417'473       | 0'989'311 | 1'428'162 | 40,92 %   | 59,08 %     | –      | nein     |

### Erleichterte Einbürgerung
Vier Jahre nach der Ablehnung der erleichterten Einbürgerung von Ausländern der zweiten und dritten Generation legte SP-Nationalrätin Ada Marra 2008 eine parlamentarische Initiative vor, die Erleichterungen für Ausländer der dritten Generation forderte. Die Staatspolitischen Kommissionen von National- und Ständerat reagierten wohlwollend, wollten aber zunächst die Totalrevision des Bürgerrechtsgesetzes abwarten. Da diese Reform sieben Jahre auf sich warten liess, befassten sich Bundesrat und Parlament erst 2015 mit der parlamentarischen Initiative. Gemäss dem zu ändernden Artikel 38 der Bundesverfassung sollte der Bund die Einbürgerung von Ausländern der dritten Generation erleichtern, wenn diese ein entsprechendes Gesuch gemäss den gesetzlichen Vorgaben stellen: mindestens ein Grosselternteil, das in der Schweiz geboren wurde (oder ein Aufenthaltsrecht besitzt), mindestens ein Elternteil mit Niederlassungsbewilligung während mindestens zehn Jahren (davon mindestens fünf während der obligatorischen Schulzeit) sowie ein Maximalalter von 25 Jahren. Ansonsten sollte weiterhin die ordentliche Einbürgerung gelten. Gegen die Vorlage setzten sich die SVP und kleine Rechtsaussenparteien zur Wehr. Mit einer aggressiv wirkenden Kampagne (die auch in den eigenen Reihen umstritten war) warnten sie vor angeblichen «Masseneinbürgerungen», die darauf abzielen würden, die Ausländerstatistik zu beschönigen. Andere wandten sich gegen den Eingriff in die Autonomie der Gemeinden. Die meisten Parteien von links bis rechts sprachen sich für die Vorlage aus. Ausländer der dritten Generation seien längst integriert, und es sei undemokratisch, ihnen das volle Mitspracherecht weiterhin vorzuenthalten. Ausserdem würden die unterschiedlichen kantonalen Einbürgerungsregeln vereinheitlicht. Drei Fünftel der Abstimmenden und eine deutliche Mehrheit der Kantone stimmten für die Verfassungsänderung.

### Verkehrsfonds (NAF)
Einerseits stiegen die Unterhaltskosten für die Nationalstrassen, andererseits sanken wegen der grösseren Effizienz der Verbrennungsmotoren die Einnahmen aus der Mineralölsteuer. Um die absehbare Finanzierungslücke zu schliessen, schlug der Bundesrat im Februar 2015 die Schaffung des Nationalstrassen- und Agglomerationsverkehrsfonds (NAF) vor. Dieser sollte, ähnlich wie der 2014 angenommene Bahninfrastrukturfonds, unbefristet in der Bundesverfassung verankert werden. Gespeist durch die Automobilsteuer, die Autobahnvignette, eine Erhöhung des Mineralölsteuerzuschlags sowie eine neu zu schaffende Abgabe für Elektrofahrzeuge, sollte er zur Finanzierung einer «ausreichenden Strasseninfrastruktur in allen Landesgegenden» dienen. Nachdem beide Parlamentskammern verschiedene Detailänderungen vorgenommen hatten, stimmten sie der Vorlage zu. Dagegen sprachen sich SP, Grüne sowie Links- und Rechtsaussenparteien aus, die vor allem ökologische und finanzpolitische Bedenken hatten. Sie warnten in bildhafter Sprache vor «Betonwüsten» und vor einem «Raubzug auf die Bundeskasse». Allerdings waren ihre Reihen nicht geschlossen, denn Grüne und Sozialdemokraten in der Romandie teilten die Meinung der bürgerlichen Befürworter. Der NAF diene nicht ausschliesslich dem Automobilverkehr, sondern garantiere auch die Verwirklichung neuer Strassenbahn- und U-Bahn-Projekte (beispielsweise in Genf und Lausanne). Etwas mehr als drei Fünftel der Abstimmenden nahmen die Vorlage an, ebenso alle Kantone.

### Unternehmenssteuerreform III
Nachdem im Februar 2008 die Unternehmenssteuerreform II in einer Volksabstimmung nur sehr knapp angenommen worden war, begann der Bundesrat noch im selben Jahr mit den Vorbereitungen für die Unternehmenssteuerreform III. Mit dieser sollte die internationale Akzeptanz der Schweizer Unternehmensbesteuerung wiederhergestellt werden, da die ermässigte Besteuerung ausländischer Erträge bei Holding-, Domizil- und gemischten Gesellschaften (so genannten Statusgesellschaften) zunehmend auf Kritik gestossen war. Um nach der Abschaffung der Sonderbehandlung die Abwanderung von Unternehmen zu verhindern, sollten den Kantonen neue, international anerkannte steuerpolitische Massnahmen ermöglicht werden. Dazu gehörten unter anderem die Lizenzbox, Abzüge für Forschung und Entwicklung sowie die zinsbereinigte Gewinnsteuer. Als Ausgleich für die Senkung der Gewinnsteuern sollte der Anteil der Kantone an der direkten Bundessteuer von 17,0 auf 21,2 Prozent erhöht werden. Nachdem das Parlament im Juni 2016 das Gesetz mit einigen Detailänderungen verabschiedet hatte, brachten linke Parteien und Gewerkschaften ein Referendum zustande. Die Gegner hielten die Vorlage für unsozial, denn es würden ausschliesslich Unternehmensbesitzer profitieren, während die Allgemeinheit von höheren Gebühren, Leistungsabbau und Steuererhöhungen betroffen wäre. Ebenso kritisierten sie die Undurchsichtigkeit neuer «Steuertricks» in der äusserst komplexen Vorlage. Auf der anderen Seite warnten bürgerliche Parteien und Wirtschaftsverbände vor einer möglichen Abwanderung internationaler Unternehmen, was zu einem Verlust von Arbeitsplätzen führen könnte. Fast drei Viertel der Abstimmenden lehnten die Vorlage ab, zustimmende Mehrheiten fand sie nur in den Kantonen Nidwalden, Tessin, Waadt und Zug.

## Abstimmung am 21. Mai 2017

### Ergebnis
| Nr. | Vorlage                              | Art | Stimm- berechtigte | Abgegebene Stimmen | Beteiligung | Gültige Stimmen | Ja        | Nein      | Ja-Anteil | Nein-Anteil | Stände | Ergebnis |
| --- | ------------------------------------ | --- | ------------------ | ------------------ | ----------- | --------------- | --------- | --------- | --------- | ----------- | ------ | -------- |
| 612 | Energiegesetz vom 30. September 2016 | FR  | 5'356'538          | 2'297'296          | 42,89 %     | 2'271'316       | 1'322'263 | 0'949'053 | 58,22 %   | 41,78 %     | –      | ja       |

### Energiegesetz
Einige Wochen nach der Nuklearkatastrophe von Fukushima im März 2011 beschloss der Bundesrat, die fünf bestehenden Kernkraftwerke in der Schweiz am Ende ihrer Laufzeit nicht durch Neubauten zu ersetzen. Um trotz dem langfristigen Atomausstieg die Energieversorgung sicherzustellen, liess er die «Energiestrategie 2050» ausarbeiten, die er im September 2013 präsentierte. Das erste Massnahmenpaket umfasste eine grundlegende Revision des Energiegesetzes. Es enthielt Massnahmen zur Senkung des Energieverbrauchs und des CO2-Ausstosses, zum Ausbau der Stromproduktion aus erneuerbaren Energien, zur Unterstützung der Stromproduktion aus bestehenden grossen Wasserkraftwerken sowie Programme für die energetische Sanierung von Gebäuden. Gegen das vom Parlament verabschiedete Gesetz brachte ein Komitee, das sich überwiegend aus SVP-Vertretern zusammensetzte, das Referendum zustande. Unterstützung erhielten die Gegner von kleinen Rechtsaussenparteien und zehn FDP-Kantonalparteien. Sie argumentierten, das Gesetz führe zu erheblichen Mehrkosten bei Strom, Heizöl und Benzin, die für eine vierköpfige Familie bis zu 3200 Franken jährlich betragen würden. Ausserdem würden die Versorgungssicherheit und der Wohlstand gefährdet. Zu den Befürwortern gehörten die Parteien der Linken und der Mitte sowie Gewerkschaften und Umweltverbände. Sie bezeichneten die von den Gegnern genannten Beträge als Fantasiezahlen; tatsächlich würden die Mehrkosten pro Haushalt nicht mehr als 40 Franken jährlich betragen. Es sei sinnvoller, die einheimischen erneuerbaren Energien zu nutzen, anstatt das Geld für fossile Energien aus dem Ausland auszugeben. Zudem würden die Innovationskraft des Landes gestärkt, Investitionen gefördert und zukunftsträchtige Arbeitsplätze geschaffen. Fast drei Fünftel der Abstimmenden nahmen die Vorlage an; Nein-Mehrheiten resultierten nur in den Kantonen Aargau, Glarus, Obwalden und Schwyz.

## Abstimmungen am 24. September 2017

### Ergebnisse
| Nr. | Vorlage | Art | Stimm- berechtigte | Abgegebene Stimmen | Beteiligung | Gültige Stimmen | Ja        | Nein      | Ja-Anteil | Nein-Anteil | Stände | Ergebnis |
| --- | --- | --- | ------------------ | ------------------ | ----------- | --------------- | --------- | --------- | --------- | ----------- | ------ | -------- |
| 613 | Bundesbeschluss vom 14. März 2017 über die Ernährungssicherheit (direkter Gegenentwurf zur Volksinitiative «Für Ernährungssicherheit») | GE  | 5'372'748          | 2'531'209          | 47,11 %     | 2'468'099       | 1'943'180 | 0'524'919 | 78,73 %   | 21,27 %     | 23:0   | ja       |
| 614 | Bundesbeschluss vom 17. März 2017 über die Zusatzfinanzierung der AHV durch eine Erhöhung der Mehrwertsteuer                           | OR  | 5'372'748          | 2'546'386          | 47,39 %     | 2'511'951       | 1'254'795 | 1'257'156 | 49,95 %   | 50,05 %     | 9½:13½ | nein     |
| 615 | Bundesgesetz vom 17. März 2017 über die Reform der Altersvorsorge 2020                                                                 | FR  | 5'372'748          | 2'545'897          | 47,39 %     | 2'507'155       | 1'186'203 | 1'320'952 | 47,31 %   | 52,69 %     | –      | nein     |

### Ernährungssicherheit
Die im März 2013 vom Parlament beschlossene Agrarpolitik für die Jahre 2014 bis 2017 rückte ökologische Standards in der Landwirtschaft vermehrt in den Fokus, womit Direktzahlungen an die Bauernbetriebe nun auch von der Förderung von Biodiversität, Tierwohl und Ressourceneffizienz abhängig waren. Als Reaktion lancierten der Bauernverband und die SVP die Volksinitiative «Für Ernährungssicherheit», die festschreiben wollte, dass der Bund die Versorgung der Bevölkerung mit Lebensmitteln aus vielfältiger und nachhaltiger einheimischer Produktion stärkt. In seiner Botschaft hielt der Bundesrat fest, dass die Forderung bereits weitgehend erfüllt sei, weshalb die Initiative unnötig sei. Das Parlament war sich uneinig: Während der Nationalrat die Initiative unterstützte, wünschte der Ständerat einen Gegenentwurf, mit dem die Ernährungssicherheit der Schweiz weniger isolationistisch, sondern in einem globalen Kontext betrachtet wird. Der Gegenentwurf verlangte, dass der Bund Voraussetzungen für die Sicherung des Kulturlands, für eine standort- und marktangepasste Produktion und für einen ressourcenschonenden Umgang mit Lebensmitteln schafft. Ausserdem sollte er grenzüberschreitende Handelsbeziehungen ermöglichen, die zur nachhaltigen Entwicklung der Land- und Ernährungswirtschaft beitragen. Der Nationalrat änderte seine Haltung, und der Bauernverband zog die Initiative zurück. Gegen die Vorlage gab es praktisch keine Opposition, da sie kaum Veränderungen in der Agrarpolitik zur Folge haben würde. Verschiedentlich wurde Kritik laut, der Gegenentwurf sei völlig überflüssig und tue niemandem weh. Tatsächlich war er derart ausgewogen formuliert, dass fast jedes Lager darin eine Bestätigung seiner bisherigen Politik sehen konnte. Wenig überraschend sprachen sich fast vier Fünftel der Abstimmenden für die völlig unbestrittene Vorlage aus.

### Reform der Altersvorsorge 2020
Die sinkende Beschäftigungsquote im Verhältnis zur Anzahl der Rentner sowie tiefe Zinsen am Kapitalmarkt gefährdeten langfristig die Finanzierung der Altersvorsorge. Nach mehreren gescheiterten Reformversuchen präsentierte der Bundesrat im November 2014 die «Altersvorsorge 2020». Nach langen und kontroversen Debatten stimmte das Parlament der in mehreren Details veränderten Vorlage zu. Vorgesehen waren unter anderem folgende Änderungen: Erhöhung der AHV-Lohnbeiträge von Arbeitgebern und Arbeitnehmern um je 0,15 Prozentpunkte, Erhöhung des Rentenalters der Frauen von 64 auf 65 Jahre, Senkung des Mindestumwandlungssatzes der zweiten Säule von 6,8 auf 6,0 Prozent, Ermöglichung eines flexiblen Rentenalters zwischen 62 und 70 Jahren sowie als Ausgleich die Erhöhung der monatlichen AHV-Renten um 70 Franken. Das Reformpaket würde allerdings nur dann in Kraft treten können, wenn zugleich die damit verknüpfte Erhöhung der Mehrwertsteuer (siehe unten) angenommen würde. Gegen die Vorlage brachte ein Komitee von Westschweizer Gewerkschaften und Konsumentenzeitschriften das Referendum zustande. Zu den Gegnern gehörten auch FDP, SVP und Wirtschaftsverbände. Diese «Scheinreform» löse keine Probleme, sondern schaffe nur neue; die Lasten würden lediglich auf die folgenden Generationen verschoben und durch die AHV-Rentenerhöhungen in der AHV nach dem Giesskannenprinzip noch vergrössert. Links- und Mitteparteien sprachen sich für die Vorlage aus, denn von der Stärkung der AHV würden vor allem tiefere Einkommen profitieren. Ausserdem könne mit diesem fairen und sozialen Kompromiss der Reformstau in der Altersvorsorge überwunden werden. Eine knappe Mehrheit lehnte die Vorlage ab.

### Zusatzfinanzierung der AHV
Mit der Reform der Altersvorsorge verknüpft war die Erhöhung der Mehrwertsteuer. Ab 2018 sollte die AHV zusätzliche 0,3 Mehrwertsteuerprozente erhalten, um die absehbare Finanzierungslücke zu schliessen (dieses Geld floss bisher an die Invalidenversicherung). Im Jahr 2021 sollte die Mehrwertsteuer um weitere 0,3 Prozentpunkte auf 8,3 Prozent erhöht werden. Weil dafür eine Verfassungsänderung erforderlich war, unterstand diese Vorlage dem obligatorischen Referendum. Sollte die Steuererhöhung abgelehnt werden, würde auch die Reform der Altersvorsorge hinfällig. Die Argumente dafür und dagegen waren weitgehend dieselben. Eine äusserst knappe Mehrheit der Abstimmenden lehnte die Vorlage ab, während das Ständemehr etwas deutlicher verpasst wurde.